# Marianne Mikko

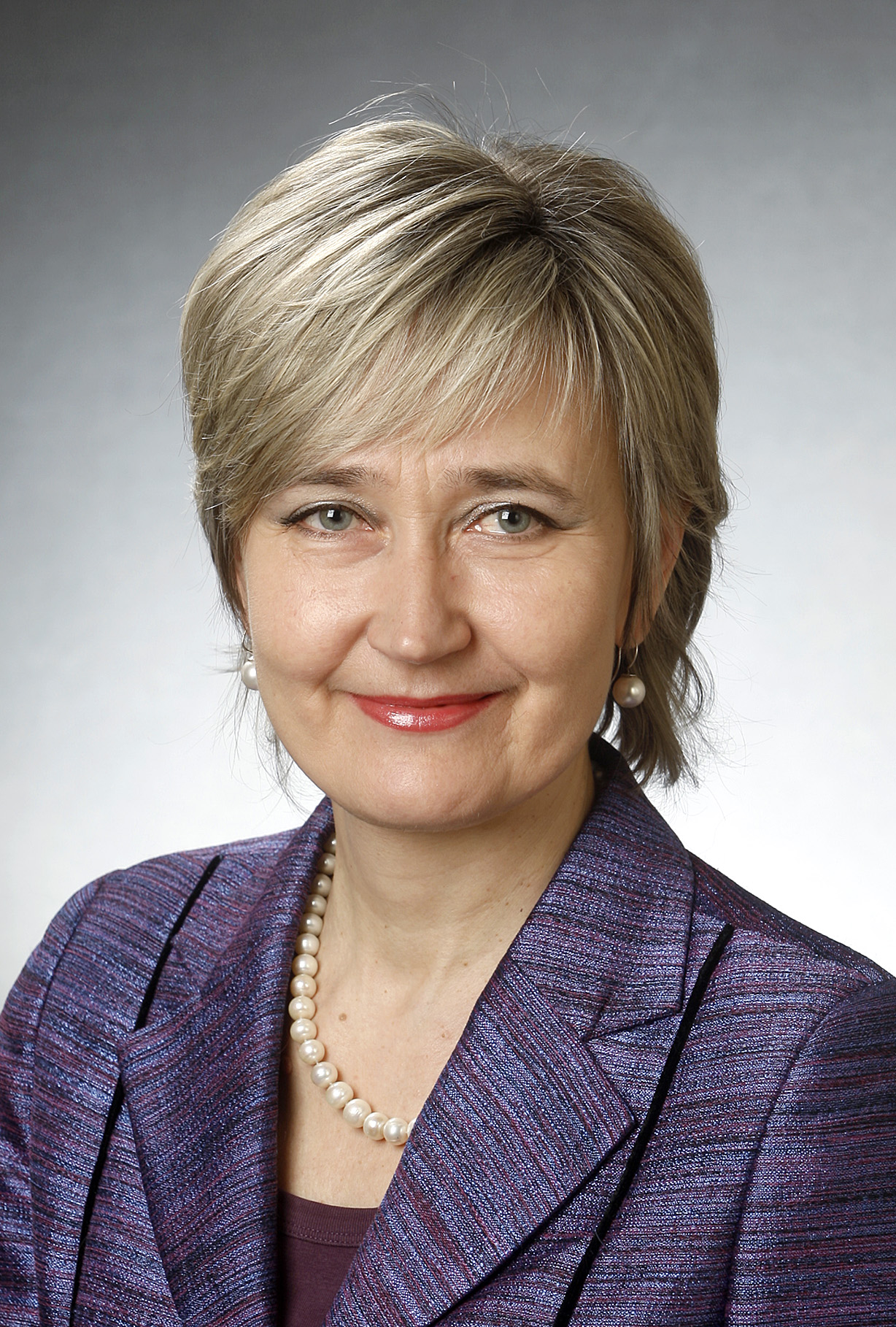
Marianne Mikko (2011)

Marianne Mikko (Võru, 26 september 1961) is een Ests politica en lid van de Sociaaldemocratische Partij van Estland.

## Biografie
Mikko studeerde journalistiek aan de universiteit van Tartu, waar ze in 1984 afstudeerde. Ze werkte onder meer als freelance journalist in Zuid-Afrika van 1992 tot 1993 en als bijzonder correspondent te Brussel van 1994 tot 2000. Ze was presentator van het programma "Välismääraja" over buitenlandse zaken (2000-2004) en hoofdredacteur van "Diplomaatia", een tijdschrift voor buitenlands- en veiligheidsbeleid (2003-2004). In 1995 en 2002 werd ze uitgeroepen tot "Schrijver van het jaar" door respectievelijk het tijdschrift "Eesti Naine" en 2002 het weekblad "Maaleht".
Na de toetreding van Estland tot de Europese Unie in 2004 nam Mikko zitting in het Europees Parlement. Ze maakte er deel uit van de Estische delegatie van de PES, waar ze diverse functies vervulde, waaronder het voorzitterschap van de delegatie in de parlementaire samenwerkingscommissie EU-Moldavië. Mikko was Europarlementariër tot 2009.
In 2011 werd Mikko bij de Estische parlementsverkiezingen gekozen in de Riigikogu, het nationale parlement van Estland. Zij was hier actief tot 2019. Daarnaast had ze vanaf 2015 zitting in de Parlementaire Vergadering van de Raad van Europa, waarvan ze tussen 2017 en 2019 een van de vicevoorzitters was.